# Ministre en chef de Gibraltar
Le Ministre en chef de Gibraltar (en anglais : Chief Minister of Gibraltar) est le chef du gouvernement de Gibraltar, un territoire d'outre-mer du Royaume-Uni. Il a pour fonction de diriger le gouvernement de Gibraltar et est responsable de son action devant le Parlement qui peut le renverser.
Il est formellement nommé par le gouverneur de Gibraltar — représentant du monarque britannique sur le territoire — qui désigne le chef du parti majoritaire au Parlement. L'actuel titulaire du poste est Fabian Picardo, du Parti travailliste-socialiste de Gibraltar, depuis le 9 décembre 2011.

## Liste des ministres en chef
| N° | Photo             | Nom                            | Début mandat    | Fin mandat      | Parti |
| -- | ----------------- | ------------------------------ | --------------- | --------------- | ----- |
| 1  | Sir Joshua Hassan | Sir Joshua Hassan (1er mandat) | 11 août 1964    | 6 août 1969     | AACR  |
| 2  | Sir Robert Peliza | Sir Robert Peliza              | 6 août 1969     | 25 juin 1972    | IWBP  |
| 3  | Sir Joshua Hassan | Sir Joshua Hassan (2e mandat)  | 25 juin 1972    | 8 décembre 1987 | AACR  |
| 4  | Adolfo Canepa     | Adolfo Canepa                  | 8 décembre 1987 | 25 mars 1988    | AACR  |
| 5  | Joe Bossano       | Joe Bossano                    | 25 mars 1988    | 17 mai 1996     | GSLP  |
| 6  | Peter Caruana     | Peter Caruana                  | 17 mai 1996     | 9 décembre 2011 | GSD   |
| 7  | Fabian Picardo    | Fabian Picardo                 | 9 décembre 2011 | En fonction     | GSLP  |